# Martin Thurner

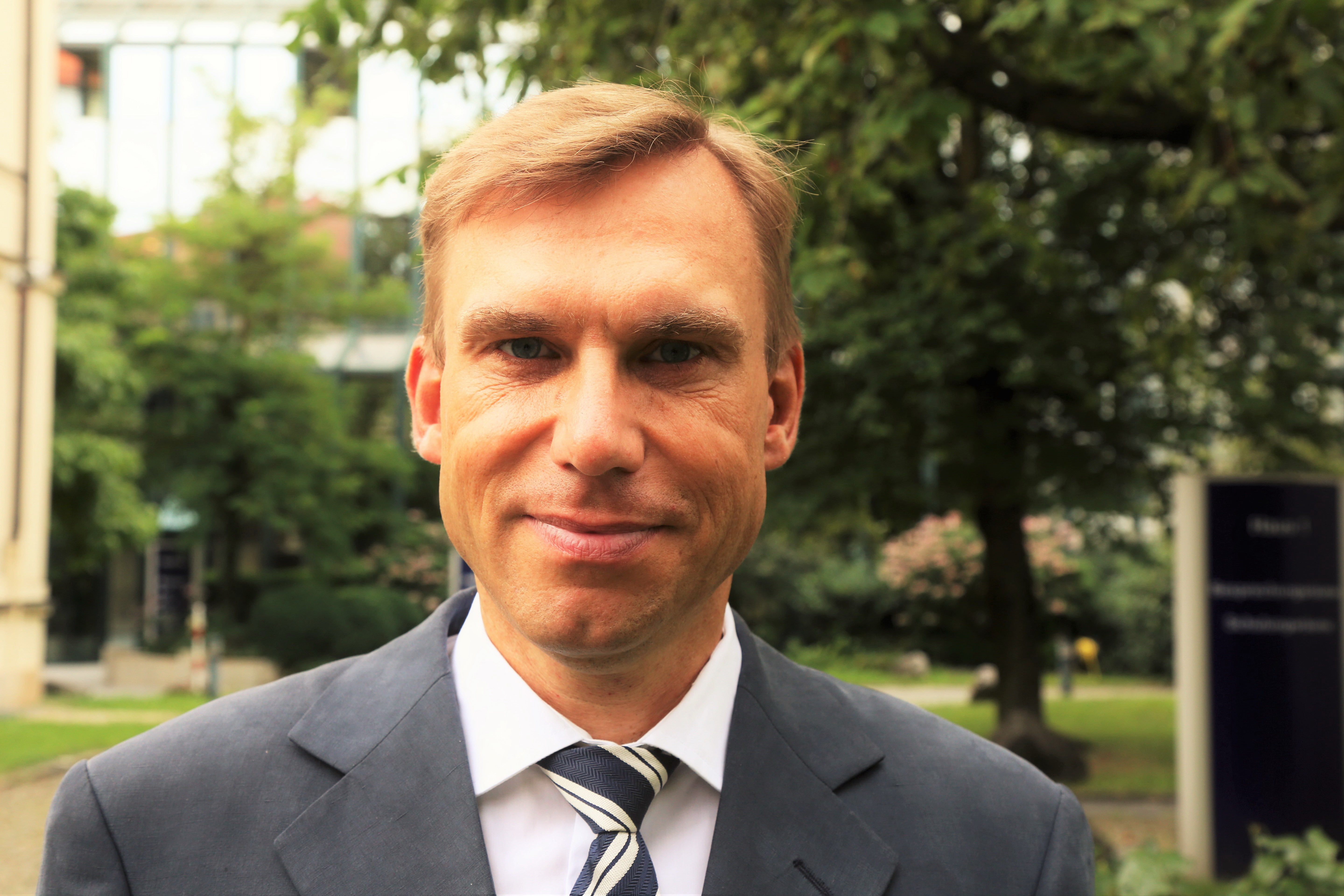
Martin Thurner

Martin Thurner (* 12. Juni 1970 in Bozen) ist ein deutscher Philosoph, Mediävist und römisch-katholischer Theologe und seit 2014 akademischer Direktor am Martin-Grabmann-Forschungsinstitut der Münchner Universität. Seit 2018 ist er Ehrendoktor der Universität Ankara.

## Leben und Wirken

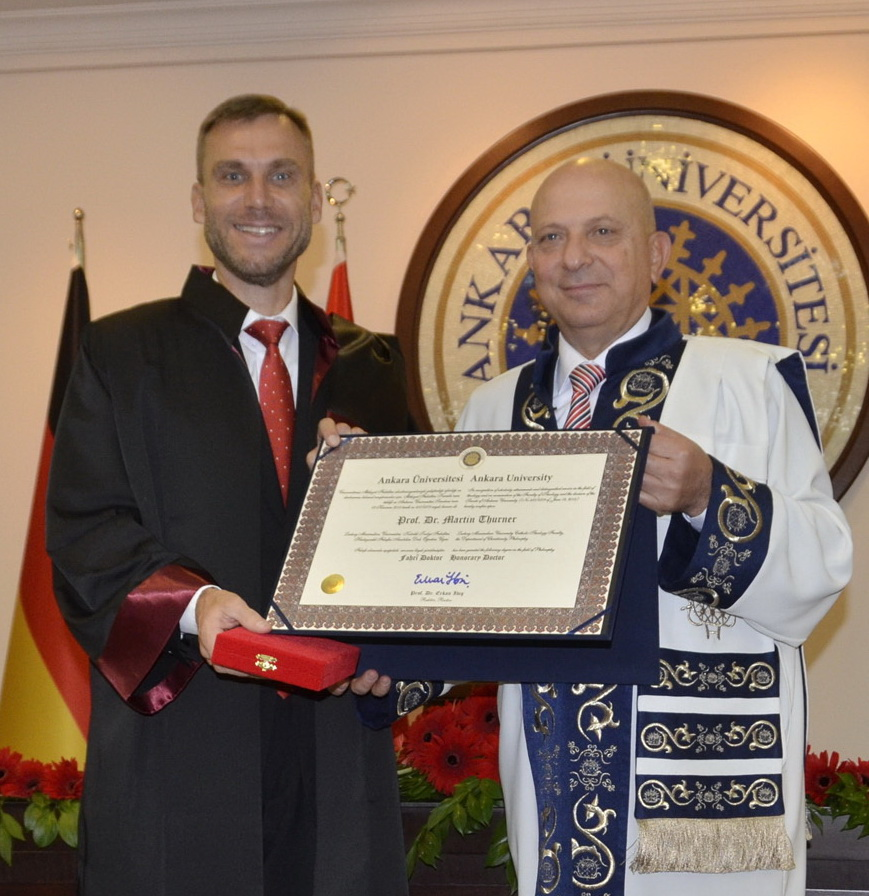
Verleihung der Würde eines Ehrendoktors (Doctor honoris causa) der Universität Ankara an Martin Thurner durch Rektor Erkan İbiş am 27. September 2018

Thurner wurde als Sohn von Adolf Thurner und seiner Ehefrau Notburga, geb. Gafriller, in Südtirol geboren. Von 1989 bis 1994 studierte er Philosophie und Theologie an der Universität München. Er wurde dabei mit einem Stipendiat zur Begabtenförderung der Konrad-Adenauer-Stiftung unterstützt. Nach der Promotion zum Lizenziaten der Theologie mit dem Schwerpunkt Christliche Philosophie wurde 1994 er wissenschaftlicher Mitarbeiter am Martin-Grabmann-Forschungsinstitut zur Erforschung der mittelalterlichen Philosophie und Theologie der Münchner Universität. 1997 erfolgte ebendort die Promotion zum Doktor der Theologie mit einer Arbeit über den griechischen Denker Heraklit. Für diese Arbeit wurde ihm 1998 der Promotionspreis der Universität München verliehen.
Thurner habilitierte sich 2000 in München für das Fach Christliche Philosophie mit einer Studie über Nikolaus von Kues. Ab 2002 nahm er die Aufgaben des Lehrstuhlinhabers für Christliche Philosophie in Lehre und Studienbetreuung wahr. 2007 erfolgte die Ernennung zum Professor. Von 2011 bis 2015 war Thurner der Hauptschriftleiter der Münchener Theologischen Zeitschrift. 2014 wurde er zum Akademischen Direktor am Martin-Grabmann-Forschungsinstitut der Münchner Universität ernannt. Thurner arbeitete bis 2012 u. a. als Mitherausgeber und Schriftführer des Jahrbuchs „Aufgang. Jahrbuch für Denken – Dichten – Musik“ eng mit dem Ordenspriester, Theologen, Philosophen und Dichter José Sánchez de Murillo zusammen.
Seit 2014 ist Thurner Vorsitzender des Stiftungsrates der „Eugen-Biser-Stiftung“ und führe in dieser Eigenschaft u. a. Projekte zum Dialog mit dem Islam durch: Dafür wurde ihm am 27. September 2018 von der Universität Ankara durch deren Rektor Erkan İbiş die Würde eines Ehrendoktors (Doctor honoris causa) in Philosophie verliehen.
Das Grundanliegen der verschiedenen Studien ist die Wiederentdeckung und Erneuerung von philosophischen Denkformen, die noch vom Ursprung der Vernunft von der Erfahrung her bestimmt sind. Von daher sind die griechische Vorsokratik und die Geschichte der (mittelalterlichen) Mystik seine Arbeitsschwerpunkte.

## Schriften (Auswahl)
- als Herausgeber: Die Einheit der Person. Beiträge zur Anthropologie des Mittelalters. Richard Heinzmann zum 65. Geburtstag. Kohlhammer, Stuttgart u. a. 1998, ISBN 3-17-014789-7.
- Der Ursprung des Denkens bei Heraklit (= Ursprünge des Philosophierens. 1). Kohlhammer, Stuttgart u. a. 2001, ISBN 3-17-016883-5 (Zugleich: München, Universität, Dissertation, 2001).
- Gott als das offenbare Geheimnis nach Nikolaus von Kues (= Veröffentlichungen des Grabmann-Institutes zur Erforschung der Mittelalterlichen Theologie und Philosophie. (Neue Folge), 45). Akademie-Verlag, Berlin 2001, ISBN 3-05-003582-X (Zugleich: München, Universität, Habilitations-Schrift, 2000).
- als Herausgeber: Nicolaus Cusanus zwischen Deutschland und Italien. Beiträge eines deutsch-italienischen Symposiums in der Villa Vigoni (= Veröffentlichungen des Grabmann-Institutes zur Erforschung der Mittelalterlichen Theologie und Philosophie. (Neue Folge), 48). Akademie-Verlag, Berlin 2002, ISBN 3-05-003583-8.
- als Herausgeber mit José Sánchez de Murillo, Christoph Rinser: Luise Rinser und Ronda. Der dichterische Zauber einer Stadt. = Luise Rinser y Ronda. El embrujo poético de una ciudad (= Schriften der Luise-Rinser-Stiftung. 1). Deutsch-Spanisch / Alemán-Español. Luise-Rinser-Stiftung, München 2007, ISBN 978-3-00-022084-5.
- als Herausgeber mit Christian Schäfer: Mittelalterliches Denken. Debatten, Ideen und Gestalten im Kontext. WBG – Wissenschaftliche Buchgesellschaft, Darmstadt 2007, ISBN 978-3-534-20101-3.
- als Herausgeber mit Christian Schäfer: Passiones Animae. Die „Leidenschaften der Seele“ in der mittelalterlichen Theologie und Philosophie (= Veröffentlichungen des Grabmann-Institutes zur Erforschung der Mittelalterlichen Theologie und Philosophie. (Neue Folge), 52). Akademie-Verlag, Berlin 2009, ISBN 978-3-05-004608-2 (2., erweiterte Auflage. ebenda 2013, ISBN 978-3-05-005659-3).
- als Herausgeber mit José Sánchez de Murillo: De Hiroshima a Wall Street. Mística en tiempo de crisis (= Mística y Místicos. Biblia y Mística. 2). CITeS – Universidad de la Mística, Burgos u. a. 2010, ISBN 978-84-8353-309-3.
- als Herausgeber mit Richard Heinzmann: Die Mitte des Christentums. Einführung in die Theologie Eugen Bisers. WBG – Wissenschaftliche Buchgesellschaft, Darmstadt 2010, ISBN 978-3-534-23525-4.
- als Herausgeber mit Franz Xaver Bischof: Die benediktinische Klosterreform im 15. Jahrhundert (= Veröffentlichungen des Grabmann-Institutes zur Erforschung der Mittelalterlichen Theologie und Philosophie. (Neue Folge), 56). Akademie-Verlag, Berlin 2013, ISBN 978-3-05-005539-8.
- als Herausgeber mit Richard Heinzmann, Peter Antes, Mualla Selçuk, Halis Albayrak: Lexikon des Dialogs. Grundbegriffe aus Christentum und Islam. 2 Bände. Herder, Freiburg (Breisgau) u. a. 2013, ISBN 978-3-451-30684-6 (Türkische Ausgabe: İslamiyet-Hıristiyanlık kavramları sözlüğü (= Ankara Üniversitesi yayınları. 382 = Ankara Üniversitesi Yayınevi yayın. 1). 2 Bänden. Ankara Üniversitesi Yayınevi, Ankara 2013, ISBN 978-605-136-114-7; Arabische Ausgabe: Muʿǧam al-ḥiwār. Mafāhīm asāsīya min al-masīḥīya wa-ʾl-islām. Herder, Freiburg (Breisgau) u. a. 2018, ISBN 978-3-451-39374-7 (In arabischer Sprache und Schrift)).
- als Herausgeber: Freiheit. Begründung und Entfaltung in Philosophie, Religion und Kultur (= Eugen-Biser-Lectures. 3). Vandenhoeck & Ruprecht, Göttingen u. a. 2016, ISBN 978-3-525-56026-6.
- Heraklit: Die ,bathyphysische' Denkform. In: Enrica Fantino, Ulrike Muss, Charlotte Schubert, Kurt Sier (Hg.), Heraklit im Kontext (Studia Praesocratica 8), Berlin u. a. 2017. S. 287–302.
- als Herausgeber mit Mualla Selçuk: Der Mensch in Christentum und Islam. = Müslümanlık ve Hıristiyaṅlıkʾta İnsan. Deutsch und Türkisch. Kohlhammer, Stuttgart 2019, ISBN 978-3-17-034471-6.
- als Herausgeber mit Johannes Schaber: Philosophie und Mystik – Theorie oder Lebensform? Alber, Freiburg (Breisgau) u. a. 2019, ISBN 978-3-495-49055-6.
- Die Erlösung des Tieres. Richard Wagners ,vegetarischerʻ Christus – und sein Preis. In: Winfried Haunerland (Hrsg.): Theologie nach dem ,animal turnʻ St. Ottilien 2019 (= Münchener Theologische Zeitschrift. Band 70, Nr. 4, 2019). EOS Verlag Erzabtei St. Ottilien, St. Ottilien 2019, S. 366–395, doi:10.5282/mthz/5247.
- als Herausgeber: Eugen Biser. Die Hauptwerke im Diskurs. Mit einer Zeittafel zu Leben und Werk Eugen Bisers. Herder, Freiburg (Breisgau) u. a. 2020, ISBN 978-3-451-38832-3.
- Gnadenhafte Verborgenheit. Meister Eckharts psychologische und Friedrich Hölderlins geschichtsphilosophische Begründung des Gottesentzugs. In: Münchener Theologische Zeitschrift. Band 72, Nr. 3, 2021, S. 215–242.